# アチザリット
アチザリット（ヘブライ語：אכזרית；英語：Achzarit）は、イスラエルの装甲兵員輸送車（APC）で、イスラエル国防軍（IDF）では歩兵突撃輸送車（Infantry Assault Carrier）と呼ばれている。アラブ諸国から鹵獲したソ連製T-54/55戦車をベースに製作されている。"Achzarit"とは、英語で「Cruel Lady」、日本語で「冷酷な淑女」という意味である。

## 開発と概要
IDFは第四次中東戦争以降、歩兵を戦車部隊に随行させるための輸送手段として、アメリカ製のM113 ゼルダを主に使用していたが、戦争の形態が市街での低強度紛争（LIC）に移行すると共に、対戦車ミサイルやRPG-7、地雷や14.5mm重機関銃弾などに対するM113のアルミニウム合金装甲の脆弱性が大きな問題となった。マガフやショット用のブレーザー ERA（爆発反応装甲）では重い上にAPCの薄い装甲には負荷が大きく、そこで、軽量化のためのパンチ穴の空いたスペースド・アーマー「トーガ」を取り付けて一応の対処が行われた。
次いで、より新型のラファエル製爆発反応装甲（ERA）である"クラシカル ERA"による防御も検討されたが、コストの関係で限定使用に終わった。更に入手したアメリカ軍のM2ブラッドレー歩兵戦闘車の砲塔を取り去り、オーバーヘッド式の火器システムと増加装甲を追加する改造を加えた試作車輌を製造した。後には旧型のメルカバ Mk 1をベースとし、"Nemmera"歩兵戦闘車を試作した。この名称は雌豹の意味である。
この車輌は、重量増加に対するサスペンション強度が不足したことなどから断念された。
試行錯誤の末、センチュリオン（ショット）の車体をベースにしたナグマショット装甲兵員輸送車が開発され、量産配備された。ナグマショットは防御力という面では申し分無かったが、問題点として後部昇降口が無く、兵員は乗降時に敵の銃火に晒されるという欠点があった。ナグマショットはM113の代替としてこの車両を受領した工兵部隊では大変好評であったが、兵員輸送車としては問題を抱えたものであった。
これらの代替となる強固かつ安価なAPCが求められ、過去の戦闘でアラブ側から数百両を鹵獲していたT-54/55を自国用に改修したTiran-4/5を、さらに改造してAPCにする事となった。開発はNIMDA社によって1980年代初頭から始められ、1988年頃より運用されている。
こののち、開発停止状態にあった、メルカバ Mk 4の車体を用いて装甲兵員輸送車を製造する計画が再開された。これは、ナメル装甲兵員輸送車となった。名称はヒョウの意である。

## 構造

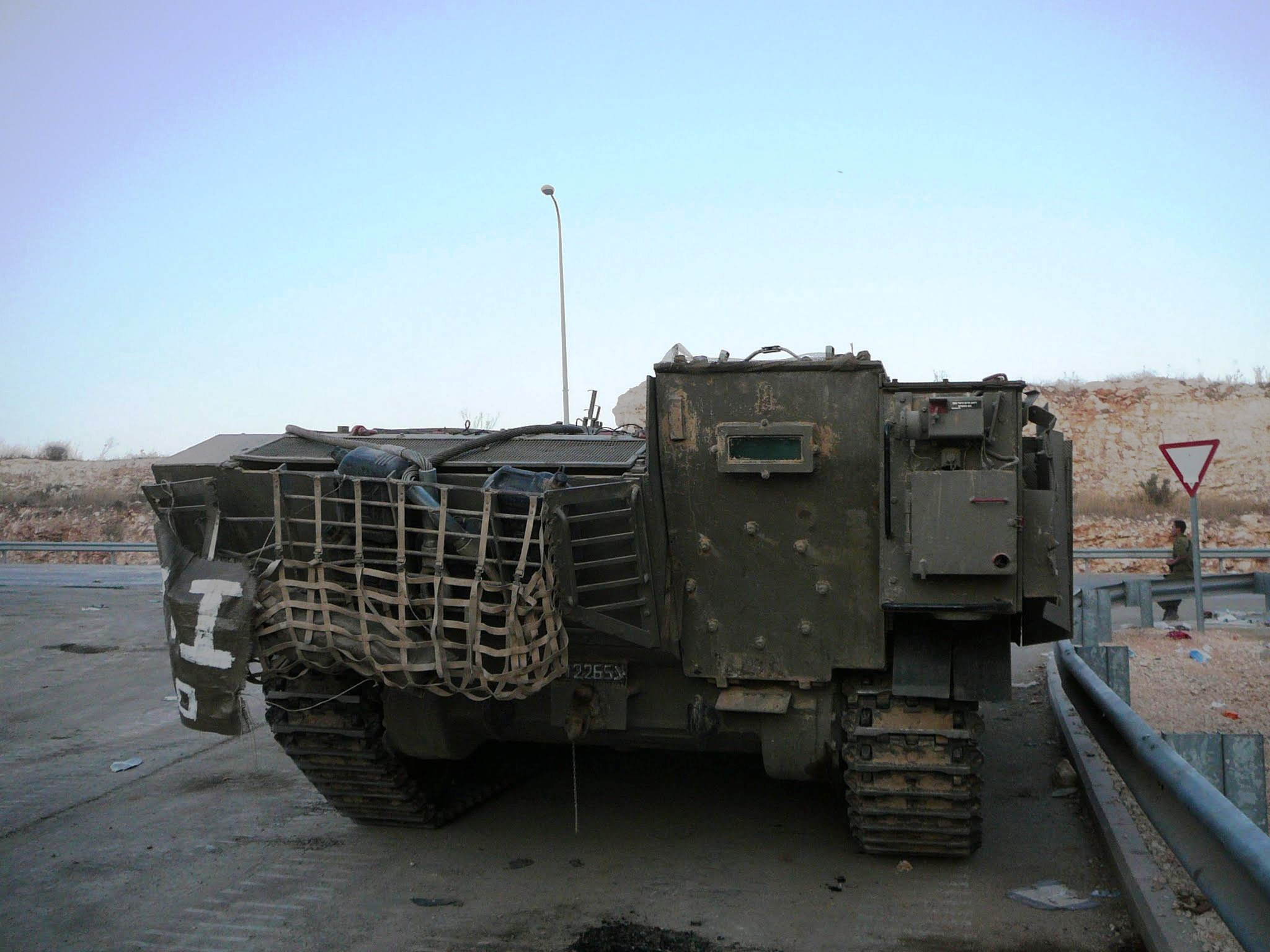
アチザリット後期型の車体後部。右側が兵員昇降口、左がエンジン収納部。兵員昇降口には防弾ガラス製の窓が追加されている。

基本構造は、オリジナルのT-54/55戦車の車体を、スペースド・アーマーを兼ねた燃料タンクで取り囲んだ構造になっている。エンジンもより強力なM109 155mm自走榴弾砲の物をベースにした新型ディーゼルエンジン 8V-71 TTAまたは8V-92TA/DDCIIIに換装され、車体の左後部に収められている。その右側に兵員の昇降口が設けられ、ハッチは上下に開くクラム・シェル（貝殻）方式となっており、下側のハッチが踏み板を兼ねている。上側のハッチを展開すると車体の上へ斜めにせり出すため、前方の敵側からも兵員昇降中である事が露呈してしまうという欠点がある。
サスペンションも国産の強力な物に交換され、重量に対して不足気味のエンジン出力を補っている。車内には乗員保護のための耐NBC兵器用換気システムや自動消火システムが装備されている。
2000年代頃から、起動輪や履帯を、メルカバの物に換装したタイプも見られるようになった。

## 武装

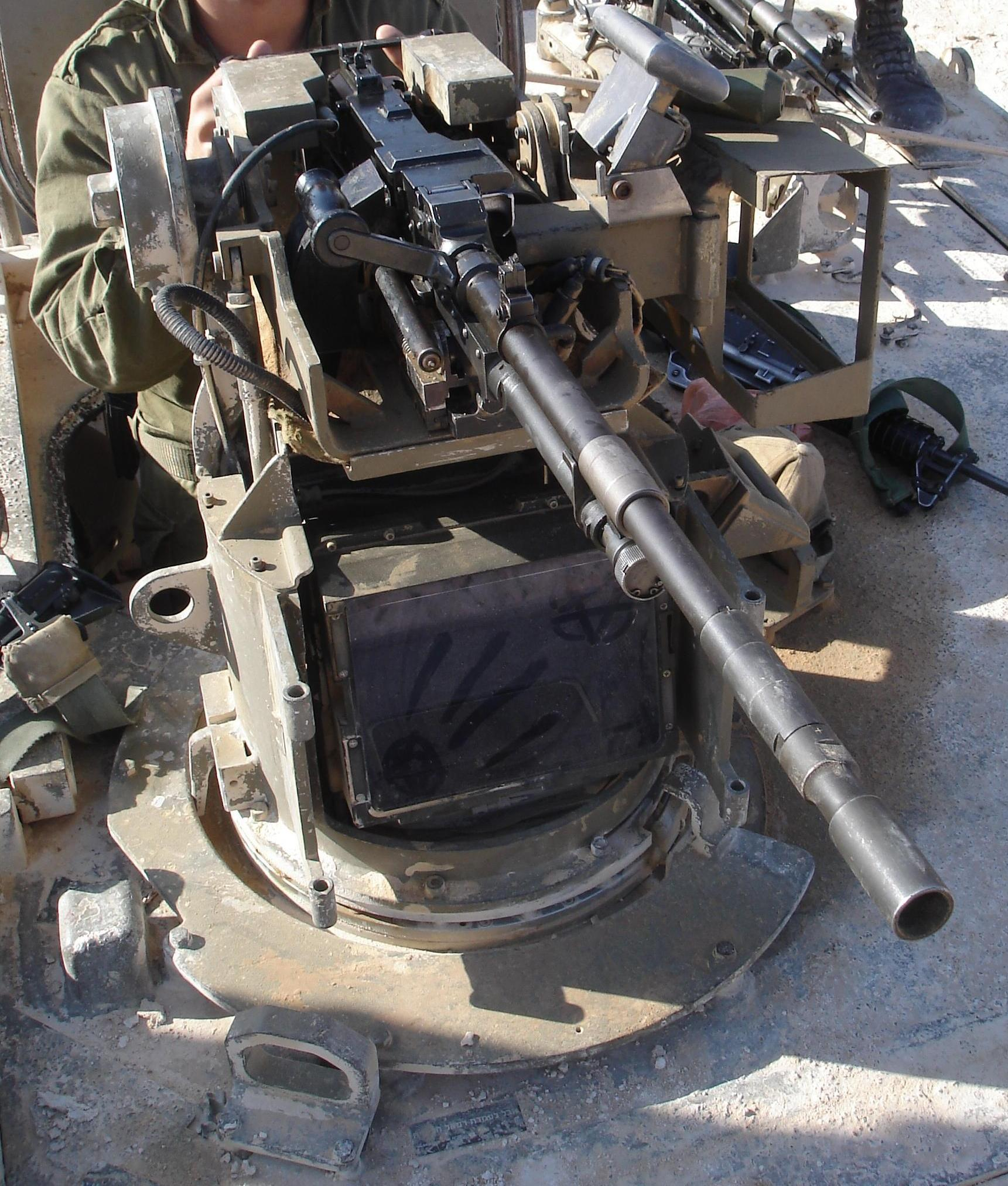
ラファエル OWS

武装はMAG 7.62mm機関銃を3挺装備しており、コストの関係で1挺だけがラファエル製の遠隔操作式銃塔であるラファエル OWSに搭載され、車内からの遠隔操作が可能である。また、車内装填式の60mm迫撃砲も装備している。この様にAPCとしてはやや重武装である事から歩兵戦闘車に分類される事もある。
また、OWSを外して通信機能を強化した戦闘指揮車タイプ、負傷者の緊急搬送に使用される野戦救急車（MEV, Medical Evacuation Vehicle、医療搬送車両）タイプ、工兵隊用に雑具箱を増設し予備ホイールなどを搭載した戦闘工兵車タイプも存在する。
本車や、ショットから改造されたナグマショット、ナグマホン、ナクパドン、プーマなど重防御の兵員輸送車・歩兵戦闘車・戦闘工兵車の登場により、従来のM113 ゼルダ系は予備役に移行しつつある。

## 配備・運用
量産されたアチザリットは当初、北部軍司令部に直接供給され、ゴラニ旅団などレバノン南部での任務を行う歩兵部隊に随時、割り当てられていた。2000年にイスラエル軍がレバノン南部から撤退するまでこの地域での治安維持や哨戒・偵察活動、ヒズボラとの戦闘などで使用され、レバノン撤退後は北部国境地域のパトロール任務に使用された他、第2次インティファーダ期間中にはヨルダン川西岸地区でのパトロール任務でも使用された。2004年にはガザ地区にも配備され、2005年のガザ地区からの撤退まで配備されていた。
2008年にナメル装甲兵員輸送車量産型のゴラニ旅団への優先配備が始まり、ゴラニ旅団のアチザリットは順次ギヴァティ旅団に移管された。その後、2018年頃にはギヴァティ旅団へもナメルAPCの配備が進み、現在アチザリットは主にアレクサンドロニ旅団で使用されている。

## 画像

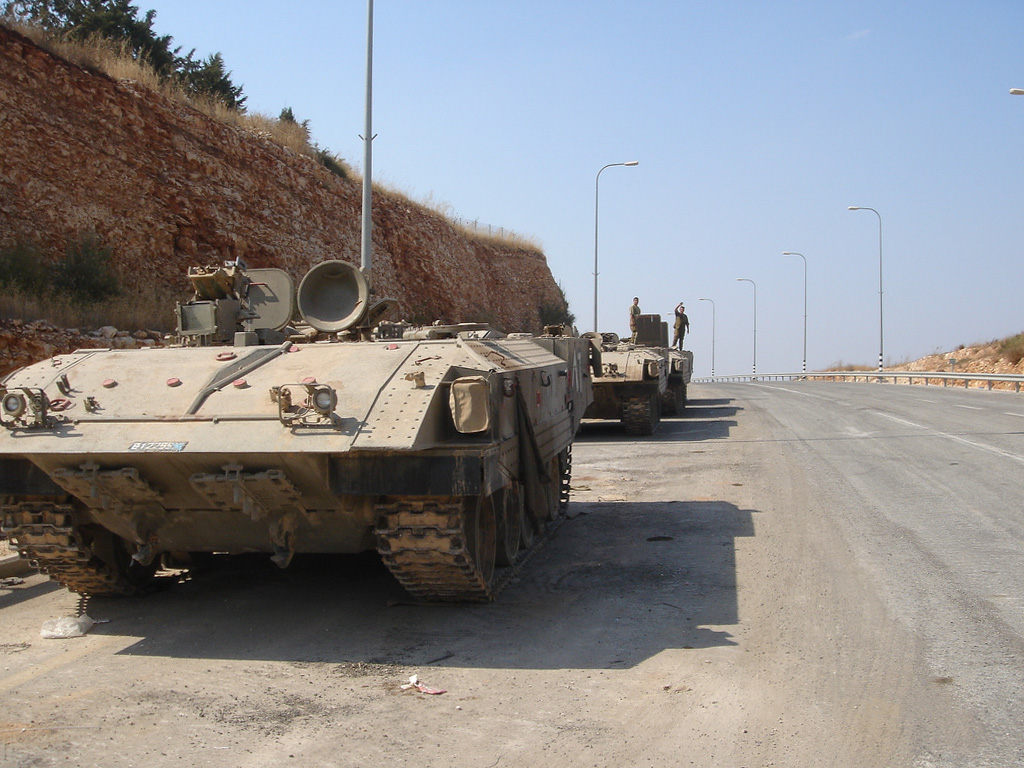
T-55（チラン）型の履帯を装備したアチザリット前期型。
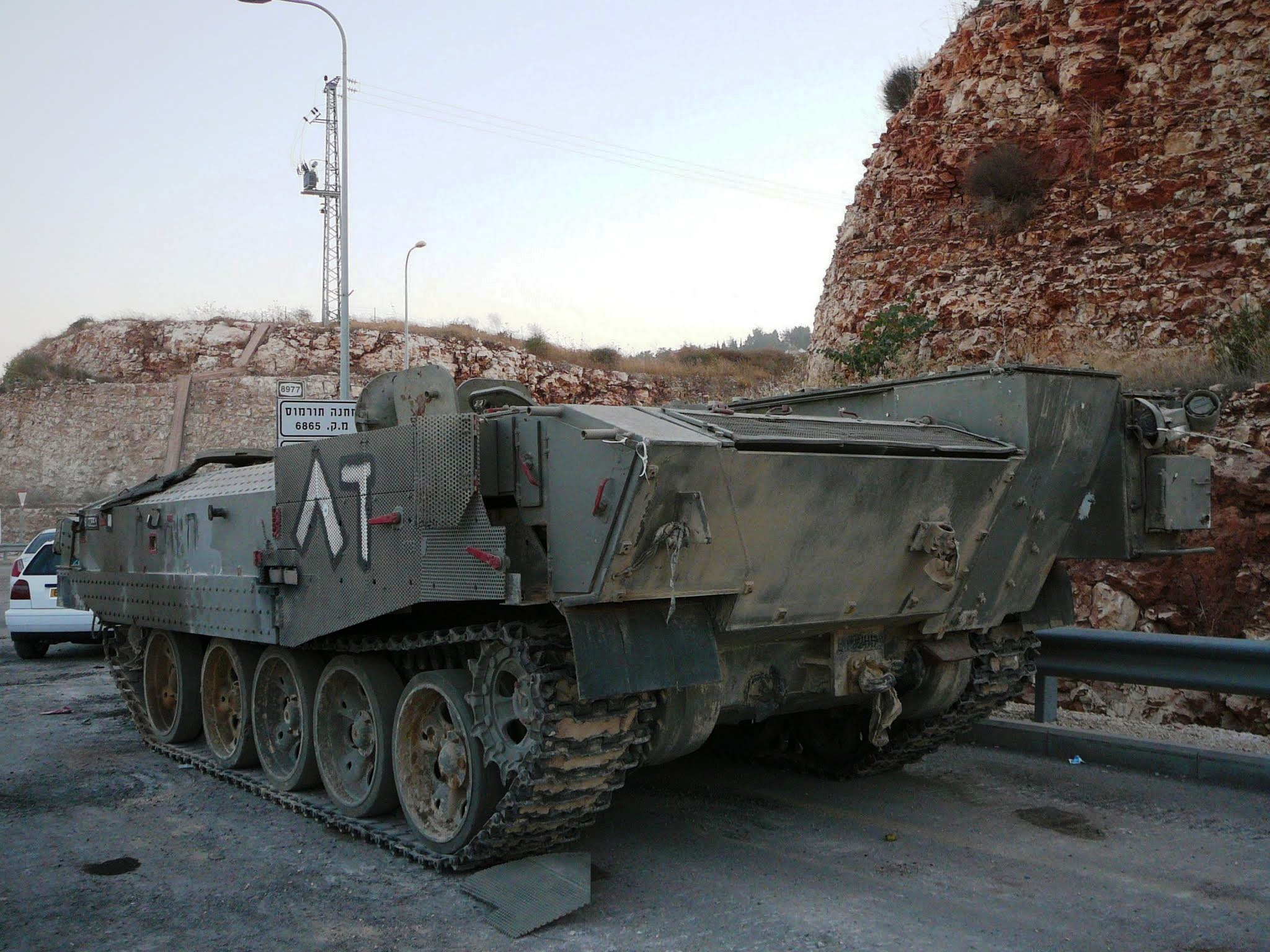
T-55（チラン）型の履帯、転輪を装備したアチザリット前期型の車体後部。
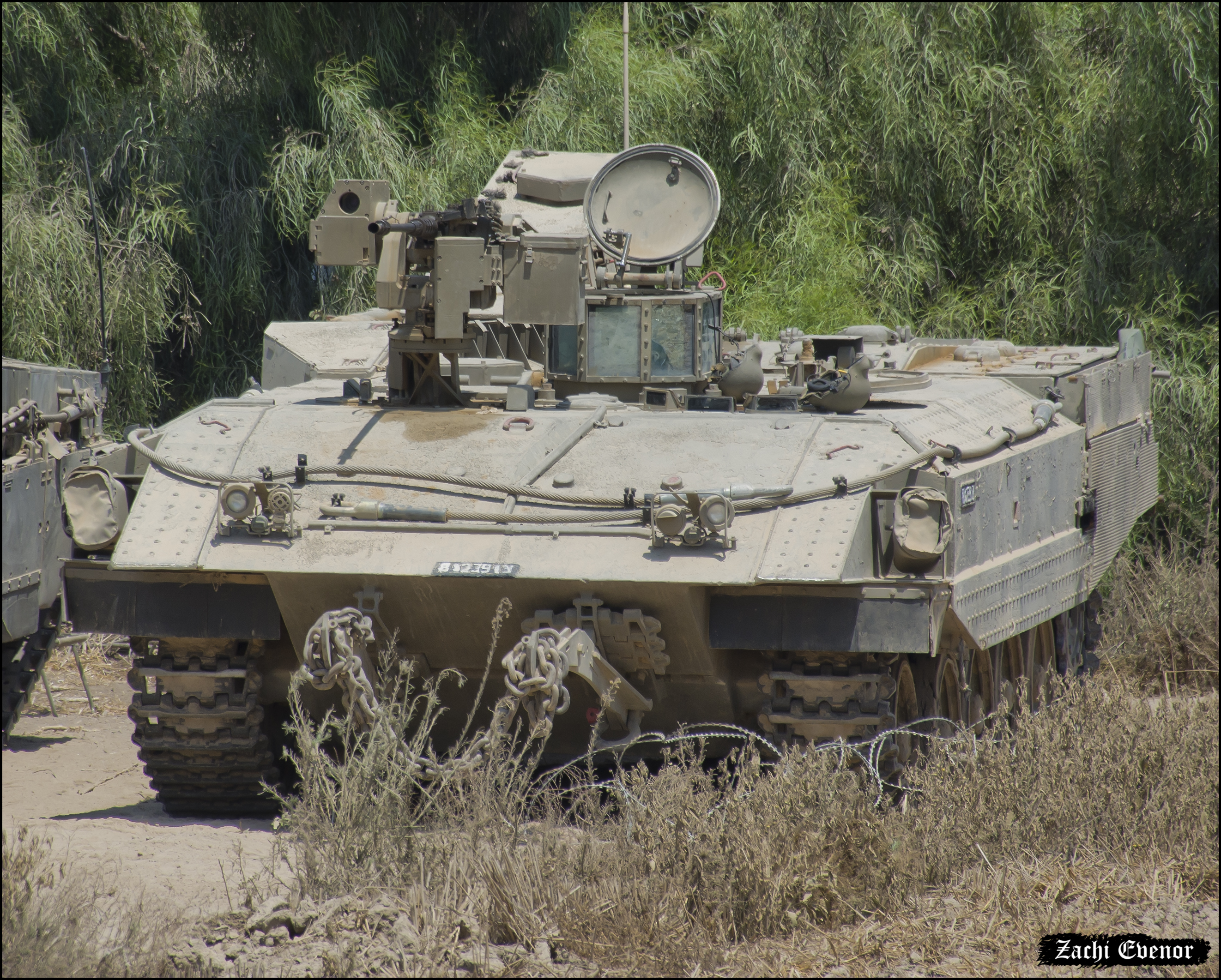
サムソンRWS、防弾ガラス製の視察塔、メルカバ型履帯を装備したアチザリット後期型、2016年。
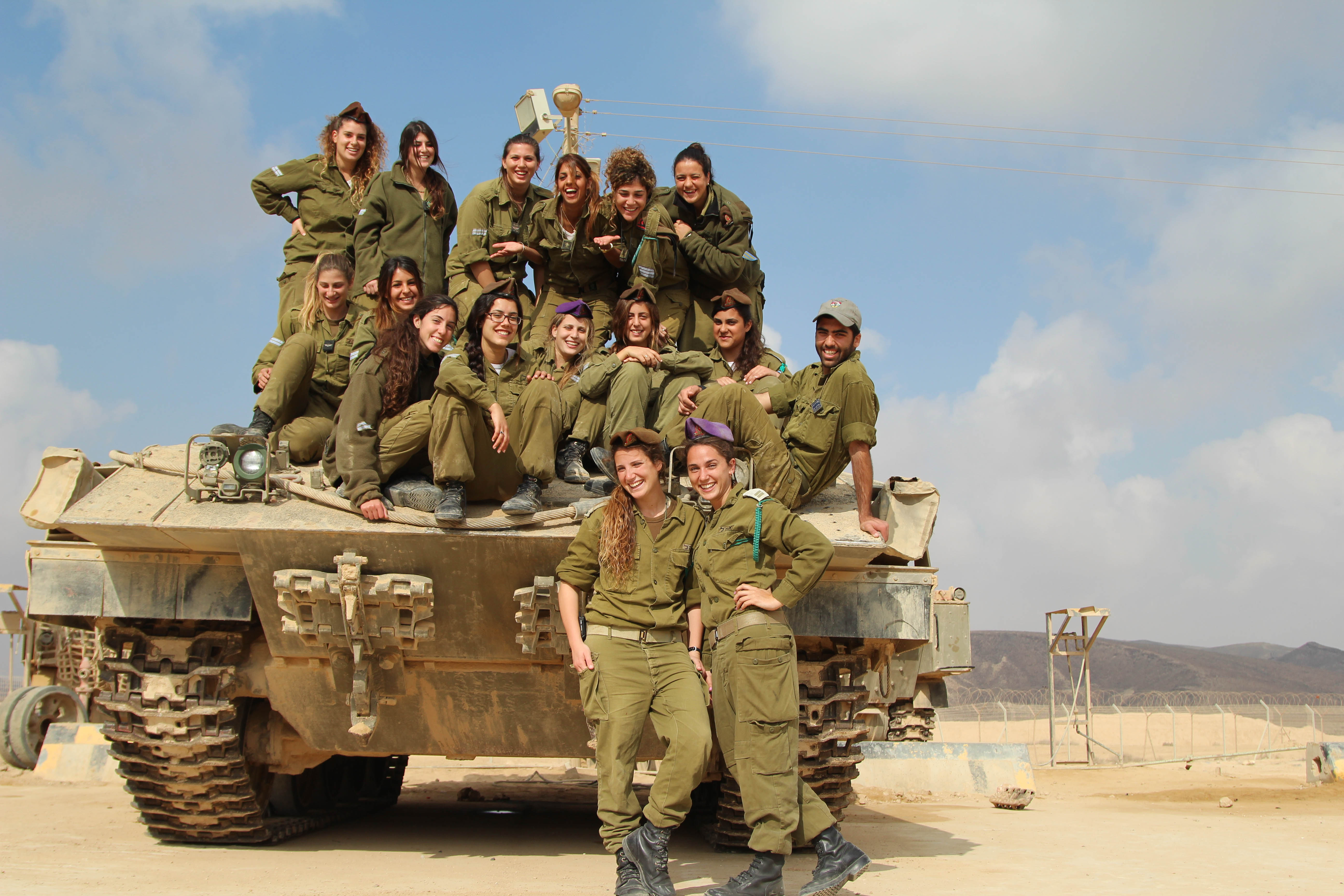
アチザリット（オリジナルのキャプションではナグマホン）の車体上で記念撮影する歩兵学校の車輌教官たち、2013年。
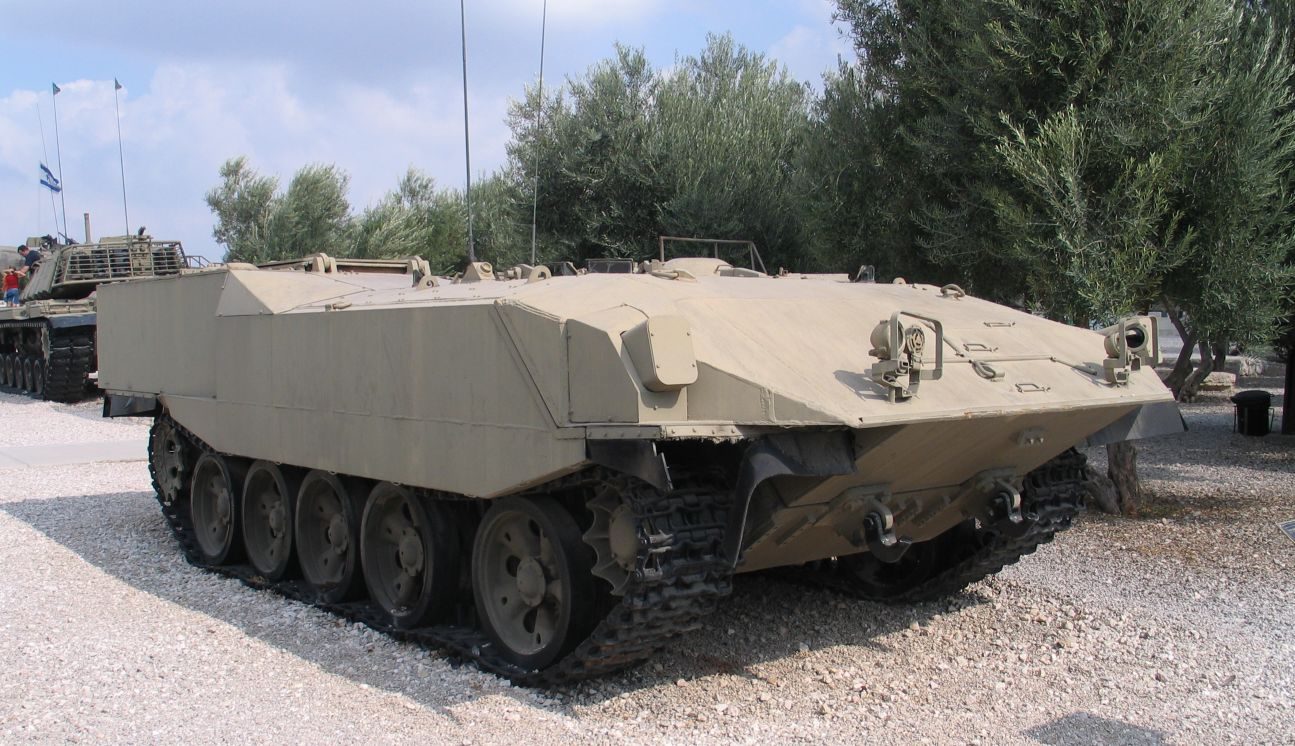
ラトルン戦車博物館に展示されている試作車両。量産型とは細部形状が異なる。